# 恋愛小説家
『恋愛小説家』（れんあいしょうせつか、原題: As Good as It Gets）は、1997年製作のアメリカ映画。ジェームズ・L・ブルックス監督。偏屈なロマンス小説作家と、彼の行きつけのレストランで働くウェイトレスとの恋愛を描いている。ジャック・ニコルソンとヘレン・ハントが、共にアカデミー主演男優賞と主演女優賞を受賞した。
原題は「これ以上はない最善」という意味の慣用句である。最高や完璧ではなく、最善であることが強調された語彙である。なお、本国での公開時コピーは "Brace yourself for Melvin" であり、「メルヴィンに備えよ」という意味である。
主人公のメルヴィンになつく犬は、ブリュッセル・グリフォンという種類である。

## あらすじ
マンハッタンに暮らす売れっ子小説家のメルヴィンは、彼の著作とは異なり性格は常に悪意に満ちていて自尊心が高く、自己中心的で差別的な人間である。その一方、強迫性障害であり、鍵の開閉を何回も確認する、敷石のへりを踏むことを嫌うなど日常生活における強いこだわりに悩まされている。行きつけのレストランでは勝手に自分のテーブルを決め、持参した使い捨てのナイフとフォークを使っており、高圧的である事もあいまってほとんどのウェイトレスからは煙たがられているが、ウェイトレスのキャロルにだけは素直になり、給仕もキャロルからしか受け付けない。マンションの隣人である画家のサイモンとは犬猿の仲で、サイモンがゲイであることをいつも揶揄している。
ある日、サイモンは家で強盗の少年たちに襲われ、瀕死の重傷を負う。メルヴィンが気づいて通報したため、サイモンの飼い犬バーデルを渋々預かることになってしまうが、次第に可愛がるようになる。キャロルは母親と息子の3人でブルックリンに住んでいたが、医療保険に入っていないため息子が喘息の発作を起こしても医者に診せることができないでいた。キャロルが看病で仕事を休むとメルヴィンは自分がそのレストランで食事できないため、早く復帰してほしいがために彼女の家に医師と看護師を差し向け、治療費用も持ってしまう。サイモンは退院しリハビリを続けながら元の生活に戻ろうとするものの、制作意欲が湧かずついに破産。もはや借りるあてがないため、仲違いしているボルティモアの両親に金を借りに行くことになる。
なりゆきでメルヴィンとキャロルもサイモンの一泊旅行に同行する。その夜、メルヴィンとキャロルはディナーのレストランでいい雰囲気になるものの、メルヴィンの心無い発言から大げんかに。一方サイモンは家に電話してみたが両親に居留守を使われてしまう。ホテルで一人落ち込んでいたサイモンだったが、帰ってきたキャロルの絵を描いているうちに猛烈な制作意欲が戻り、借金はせずに自分でやり直すと決意してニューヨークに戻った。自宅を失ったサイモンに対してメルヴィンが自分のアパートの1部屋を提供すると申し出る。深夜、キャロルから電話でもう会わないと告げられたメルヴィンは、サイモンから励まされてキャロルの家に向かう。

## キャスト
| 役名                 | 俳優                         | 日本語吹替 | 日本語吹替 |
| 役名                 | 俳優                         | VHS・DVD版 | BD版       |
| -------------------- | ---------------------------- | ---------- | ---------- |
| メルヴィン           | ジャック・ニコルソン         | 堀勝之祐   | 池田勝     |
| キャロル             | ヘレン・ハント               | 塩田朋子   | 山像かおり |
| サイモン             | グレッグ・キニア             | 家中宏     | 井上倫宏   |
| フランク             | キューバ・グッディング・Jr   | 江原正士   | 楠大典     |
| ヴィンセント         | スキート・ウールリッチ       | 遊佐浩二   | 増田裕生   |
| ビヴァリー           | シャーリー・ナイト           | 竹口安芸子 | 竹口安芸子 |
| スペンサー           | ジェシー・ジェームズ         | 矢島晶子   | 松浦チエ   |
| ジャッキー           | イヤードリー・スミス         | 佐藤しのぶ |            |
| ノーラ               | ルーペ・オンティヴェロス     | 磯辺万沙子 |            |
| 隣人                 | ビビ・オスターウォルド       | 新村礼子   |            |
| Dr.ベッツ            | ハロルド・ライミス           | 小室正幸   | 長克巳     |
| Dr.グリーン          | ローレンス・カスダン         | 後藤敦     | 石住昭彦   |
| 受付係               | ジュリー・ベンツ             | 雨蘭咲木子 |            |
| 店長                 | シェーン・ブラック           | 星野充昭   |            |
| ウェイトレス         | レスリー・ステファンソン     | 増田ゆき   |            |
| Maitre D'            | トム・マッゴーワン           | -          | -          |
| ハンディマン         | ブライアン・ドイル＝マーレイ | -          | -          |
| ストリートハスラー   | ジェイミー・ケネディ         | -          | -          |
| カフェ24ウェイトレス | ミッシー・パイル             | -          | -          |
| カフェ24バスボーイ   | ウッド・ハリス               | -          | -          |
| 警官                 | マーヤ・ルドルフ             | -          | -          |

- 吹替は先述の2バージョンの他にイヤードリー・スミスの吹替を神代知衣(『ザ・シンプソンズ』でイヤードリー演じるリサの吹替を担当)が担当した機内上映版も存在する[2]。
- VHS・DVD版日本語吹替

その他吹替：宮寺智子、沢海陽子、棚田恵美子、室園丈裕、久保田恵、鳥畑洋人、黒田弥生
制作スタッフ：演出：蕨南勝之、翻訳：岩本令、調整：山下裕康、プロデュース：吉岡美惠子、制作担当：神部宗之、稲毛弘之、日本語版製作：東北新社